# راینر هالیچ
راینر هالیچ (انگلیسی: Reiner Hollich؛ زادهٔ ۱۱ نوامبر ۱۹۵۵) بازیکن فوتبال اهل آلمان است.
از باشگاه‌هایی که در آن بازی کرده‌است می‌توان به باشگاه فوتبال اس‌وی زاندهاوزن اشاره کرد.